# هونوریوس یکم
پاپ هونوریوس یکم (به انگلیسی: Pope Honorius I) یکی از پاپ‌های کلیسای کاتولیک رم بود که بین سال‌های ۶۲۵ تا ۶۳۸ میلادی پاپ بود. این پاپ به علت اینکه مقارن با ظهور اسلام در این مقام قرار گرفته بود با چالشهای عقیدتی زیادی مواجه شد. او در مقابل احتجاجات مسلمانان سعی داشت اعتقادات مسیحیان را به نفع یکتاپرستی اصلاح کند. به همین علت بعد از مرگ در سومین مجمع کنستانتینوپول در سال ۶۸۰ میلادی مرتد اعلام شد.